# Reginald Fessenden
Reginald Aubrey Fessenden (Québec, 6 ottobre 1866 – Bermuda, 22 luglio 1932) è stato un inventore canadese.
Insegnò per lungo tempo elettrotecnica alla Western University in Pennsylvania. A lui si devono molti studi di elettrologia e la costruzione di uno strumento detto fessenden, utilizzato nelle comunicazioni tra sommergibili e navi.
Fessenden è meglio conosciuto per il suo lavoro pionieristico nello sviluppo della tecnologia radio, comprese le basi della radio a modulazione di ampiezza (AM). Tra i suoi successi figura la prima comunicazione radiotelegrafica bidirezionale attraverso l'Oceano Atlantico (1906).